# Droga Dębińska

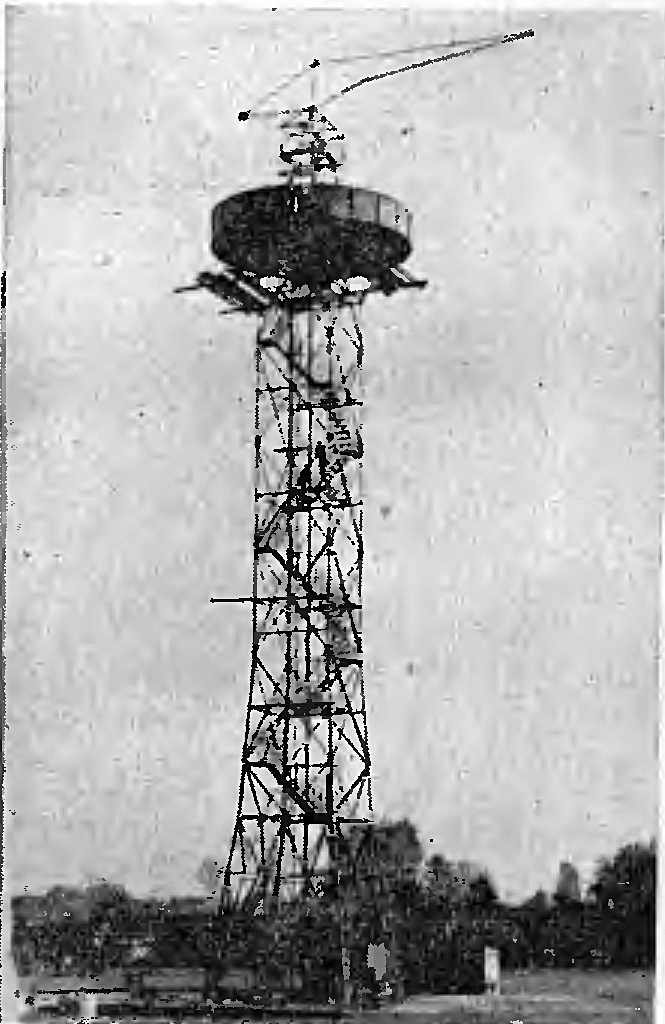
Wieża spadochronowa w 1937 roku

Droga Dębińska – ulica w Poznaniu mająca swój początek w pobliżu centrum miasta i biegnąca przez tereny Łęgów Dębińskich i Dębiny w kierunku południowym ku granicy miasta.

## Przebieg i charakter
Ulica rozpoczyna bieg na skrzyżowaniu ulic Strzeleckiej i Królowej Jadwigi (rejon dawnego Placu Zjednoczenia), odchodząc w kierunku południowym od skrzyżowania. Zabudowę wzdłuż ulicy stanowią obiekty sportowe skupione w kwadracie ulic Droga Dębińska, o. M. Żelazka, Dolna Wilda, Królowej Jadwigi oraz ogródki działkowe. Za skrzyżowaniem z ul. Piastowską, Droga Dębińska jest traktem biegnącym w południowym klinie zieleni. Ulica kończy się w pobliżu ulicy Ku Dębinie.
Przejazd pod wiaduktem Hetmańskim możliwy jest dla pojazdów nie przekraczających 3,9 m wysokości. Stosowne znaki zakazu znajdują się jednak wyłącznie przy samym wiadukcie, co najmniej kilkaset metrów od skrzyżowań z ulicami umożliwiającymi dokonanie objazdu. Przy skrzyżowaniach nie występują znaki uzupełniające F-5 oraz F-6, uprzedzające o ograniczeniu. Ponadto jadąc od strony północnej kierowca wyższego pojazdu nie ma możliwości przeprowadzenia manewru zawracania.

### Nazwy
- XIX w.: Columbia-Strasse[5][6]
- XIX w.–1919: Eichwald-Strasse
- 1919–1939: Droga Dębińska (od 1927 do 1935 również na części ul. Piastowskiej)
- 1939–1945: Eichwald-Strasse
- 1945[7]–1946: Alfreda Bema
- 1946[8]–1960: Dębińska[9]
- 1960[10]–1989: Alfreda Bema
- po 1989: Droga Dębińska

## Historia
Ulica była jedną z głównych dróg dojazdowych do miasta od strony południowej. W pobliżu ulicy istniała prawdopodobnie przeprawa łodziami na prawy brzeg miasta – Rataje (ul. Wioślarska).
W 1820 książę Antoni Radziwiłł nakazał wytyczyć drogę z miasta do pałacyku myśliwskiego na Dębinie, będącego własnością jego żony Ludwiki.
W latach 1820–1840 przy ulicy wybudowanych zostało wiele domków letniskowych i willi. Powstawały ogródki rozrywkowe pod nazwami "Nowa Wenecja", "Domek Szwajcarski", "Columbia", "Nowa Ameryka" ("Kalibrok"), "Dolina Szwajcarska", "Villa Nova" oraz inne obiekty, np. strzelnica Bractwa Kurkowego (ok. 1827, "Syberia" lub "Nowa Syberia"), ogród Wiktoria (Park ks. Józefa), Vogielka (Wesołe Miasteczko). W ciągu ulicy znajdowała się Brama Dębińska (Eichwaldtorplatz, zbudowana w poł. XIX w., rozebrana w 1908).
Przy Drodze Dębińskiej powstał pierwszy tor wyścigów konnych w Poznaniu, nieopodal ogródka rozrywkowego "Villa Nova", gdzie w 1839 zorganizowano pierwsze wyścigi. Od tego czasu (z nielicznymi przerwami) odbywano tam wyścigi konne aż do wybudowania w roku 1914 nowego toru wyścigowego na Woli. W miejscu dawnych nadwarciańskich torów powstały ogródki działkowe.
14 maja 1872 Drogą Dębińską przemaszerowało 700 uczniów Gimnazjum św. Marii Magdaleny do ogrodu Wiktoria. Wystawiona została sztuka A. Fredry "Pan Geldhab". Przybyła nader liczna publiczność. Manifestacja ta zaniepokoiła władze pruskie.
W 1911 ulicę poszerzono, a teren ujęcia wody pitnej dla miasta znajdujący się przy końcu drogi zalesiono, ogrodzono palami betonowymi i siatką.
Ulica i tereny wokół były zalewane przez pobliską Wartę. Na przykład w 1850 rzeka zrujnowała wiele zabudowań na tym terenie. W 1927 ulica została zmodernizowana: wyrównana i podwyższona, usypany został wzdłuż ulicy wał mający zapobiegać zalewaniu przez rzekę. Prace zlecono bezrobotnym w ramach walki z bezrobociem.
5 września 1939, po wysadzeniu mostów na Warcie w Poznaniu, Zarząd Miasta nakazał wybudować most pontonowy między ul. Wioślarską a ul. Bielniki. Droga Dębińska stała się jedyną trasą dojazdową z prawobrzeżnego Poznania do centrum; trasą tą wkroczyły powracające z Warszawy do Poznania wojska niemieckie. Drogą Dębińską, 14 września 1939, Cyryl Ratajski powrócił do Puszczykowa po faktycznym przejęciu władzy przez Niemców w Poznaniu.
Przed II wojną światową w ulicy funkcjonowała komunikacja tramwajowa (przystanek końcowy Łęgi Dębińskie). Po wojnie tory służyły także jako tory odstawcze. W 1959 zaprzestano eksploatacji torowiska dla przewozów pasażerskich, tor na poboczu ulicy pozostawiony został jako dojazd do bazy MPK przy ul. Bielniki. Ostatecznie trakcja tramwajowa została rozebrana w 1974.
W latach 70. XX wieku istniała koncepcja powiązania Drogi Dębińskiej z Szelągiem za pomocą tzw. Trasy Piastowskiej.
Przy ulicy znajduje się zabytkowe założenie parkowo-rekreacyjne wraz z zabudowaniami z 1927-1928 Zespół Dziecińca "Pod Słońcem" (nr rej. A-290 z 8.09.1986) oraz podlegające ochronie Miejskiego Konserwatora Zabytków wille pod nr 3, 7, 10, 17.

## Obiekty przy ulicy
- Brama Dębińska – rozebrana w 1908

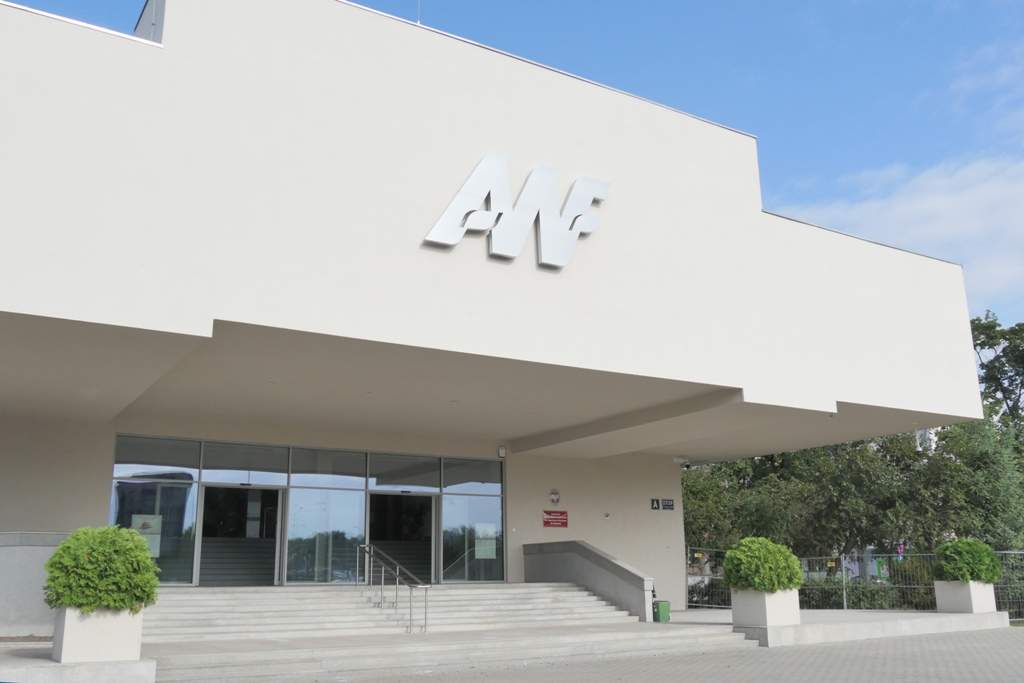
Akademia Wychowania Fizycznego (2019)

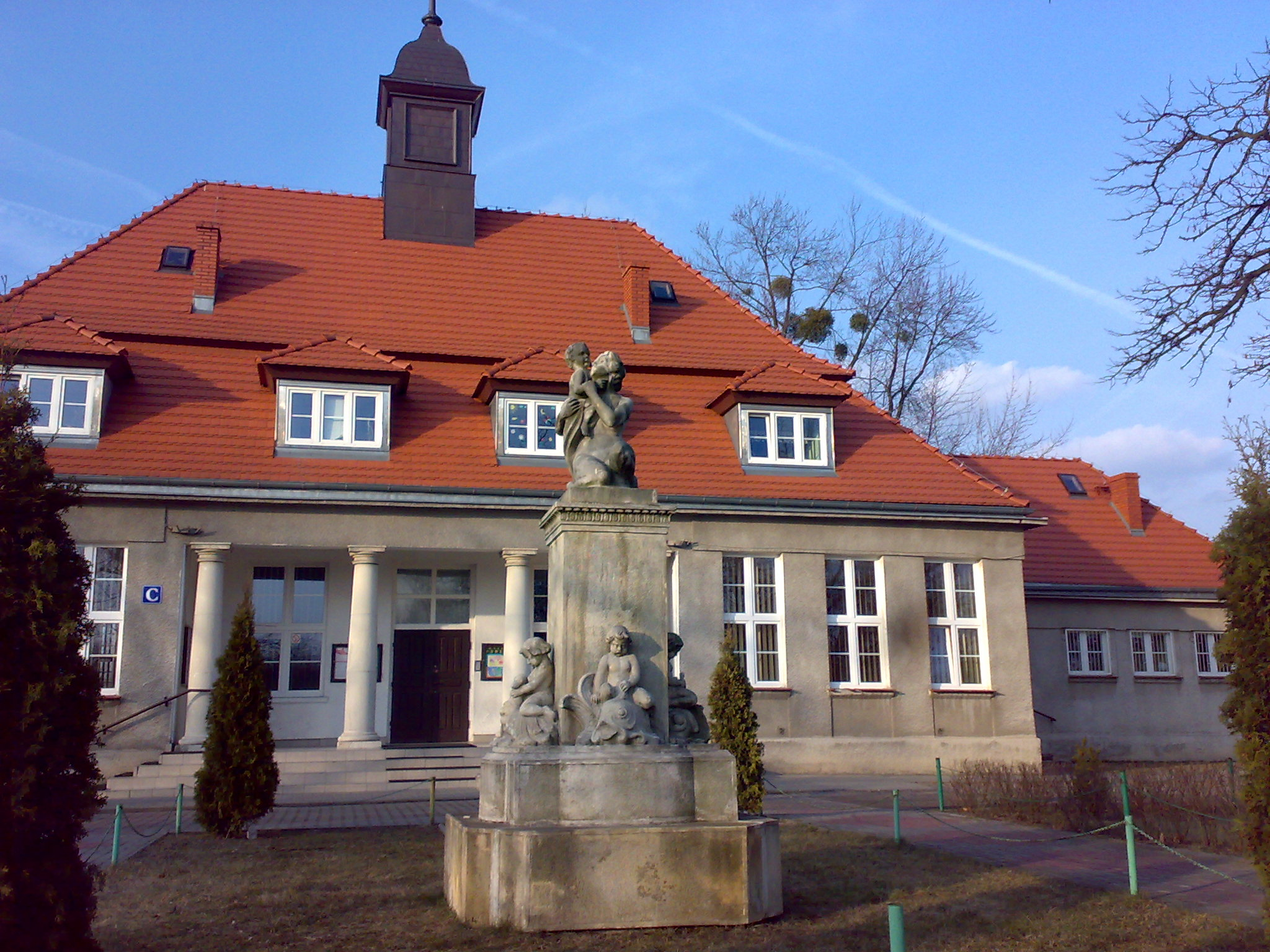
Dzieciniec pod Słońcem (2010)

- miejsce katastrofy lotniczej w 1952
- Akademia Wychowania Fizycznego
- Hala sportowa KS Cityzen Poznań (nr 10c)[28]
- stadion Warty Poznań (nr 12)
- dzieciniec "Pod Słońcem"
- Struga Karmelicka – zasypany ciek wodny
- wieża spadochronowa – zdemontowana podczas II wojny światowej
- park Jana Pawła II (Łęgi Dębińskie); na jego terenie: Krzyż Papieski, budynek elektrowni, pomnik Pyry
- Wiadukt Hetmański
- południowy klin zieleni – Dębina

### Obiekty w pobliżu
- Warta – równolegle do ulicy wraz przeprawami przez rzekę: most Królowej Jadwigi, most Przemysła I, most kolejowy na Dębinie
- Ruiny stadionu im. E. Szyca (22 Lipca) – dawny stadion Warty Poznań
- obiekty Poznańskich Ośrodków Sportu i Rekreacji – kryta pływalnia z widownią, basen dziecięcy, sale gimnastyczne i hotel
- łazienki rzeczne

## Galeria zdjęć

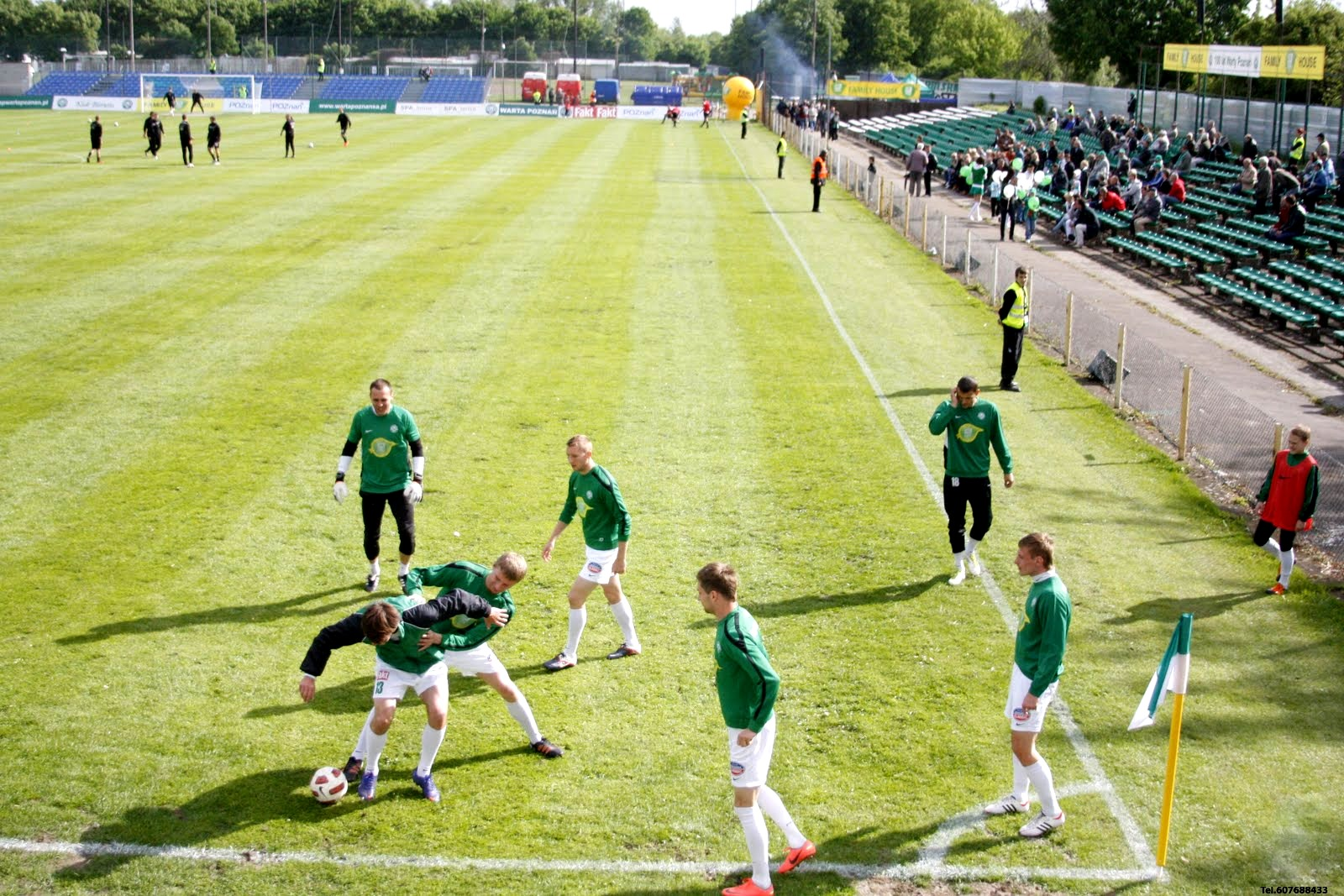
Stadion KS Warta Poznań przy Drodze Dębińskiej (2012)
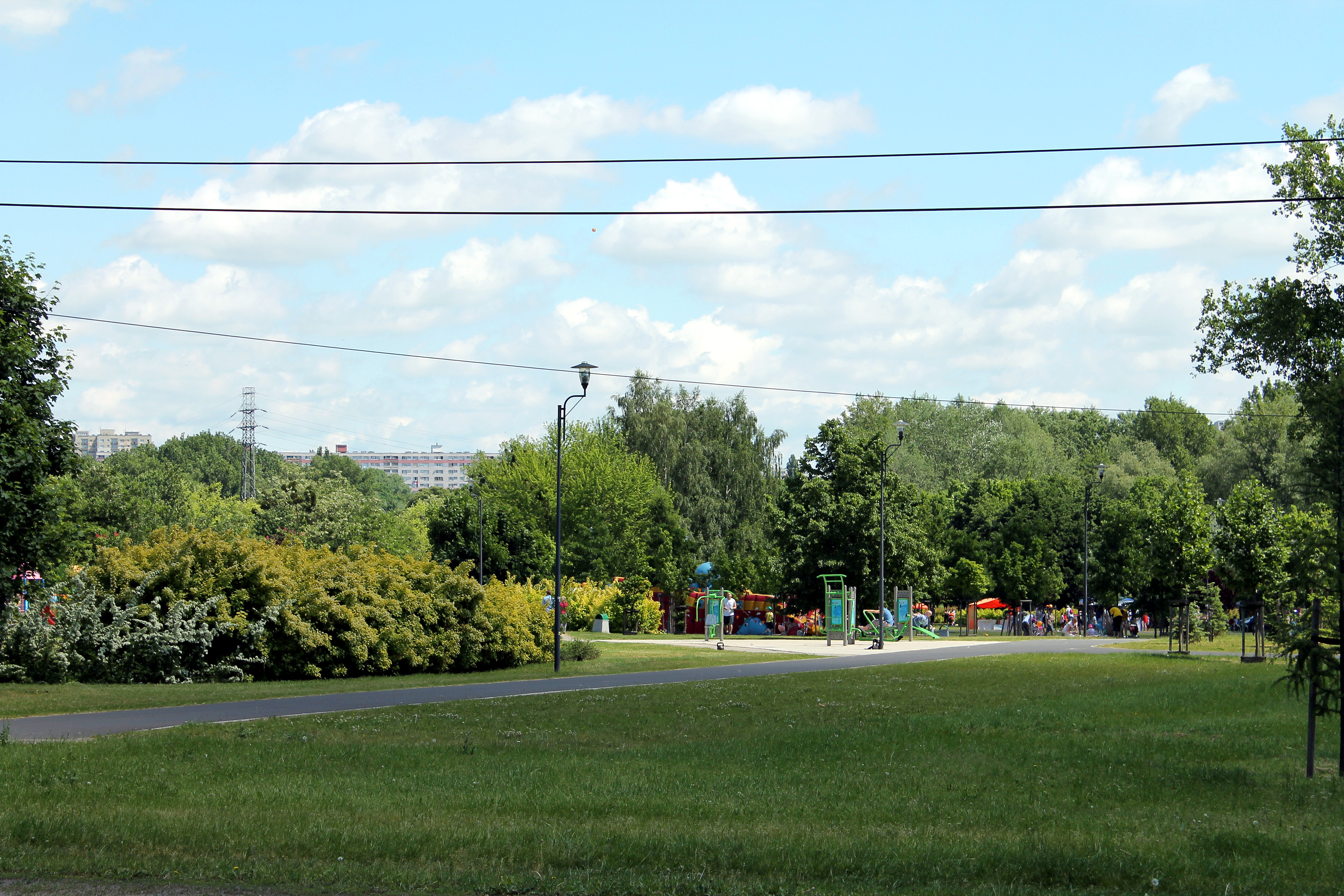
Park Jana Pawła II (2014)
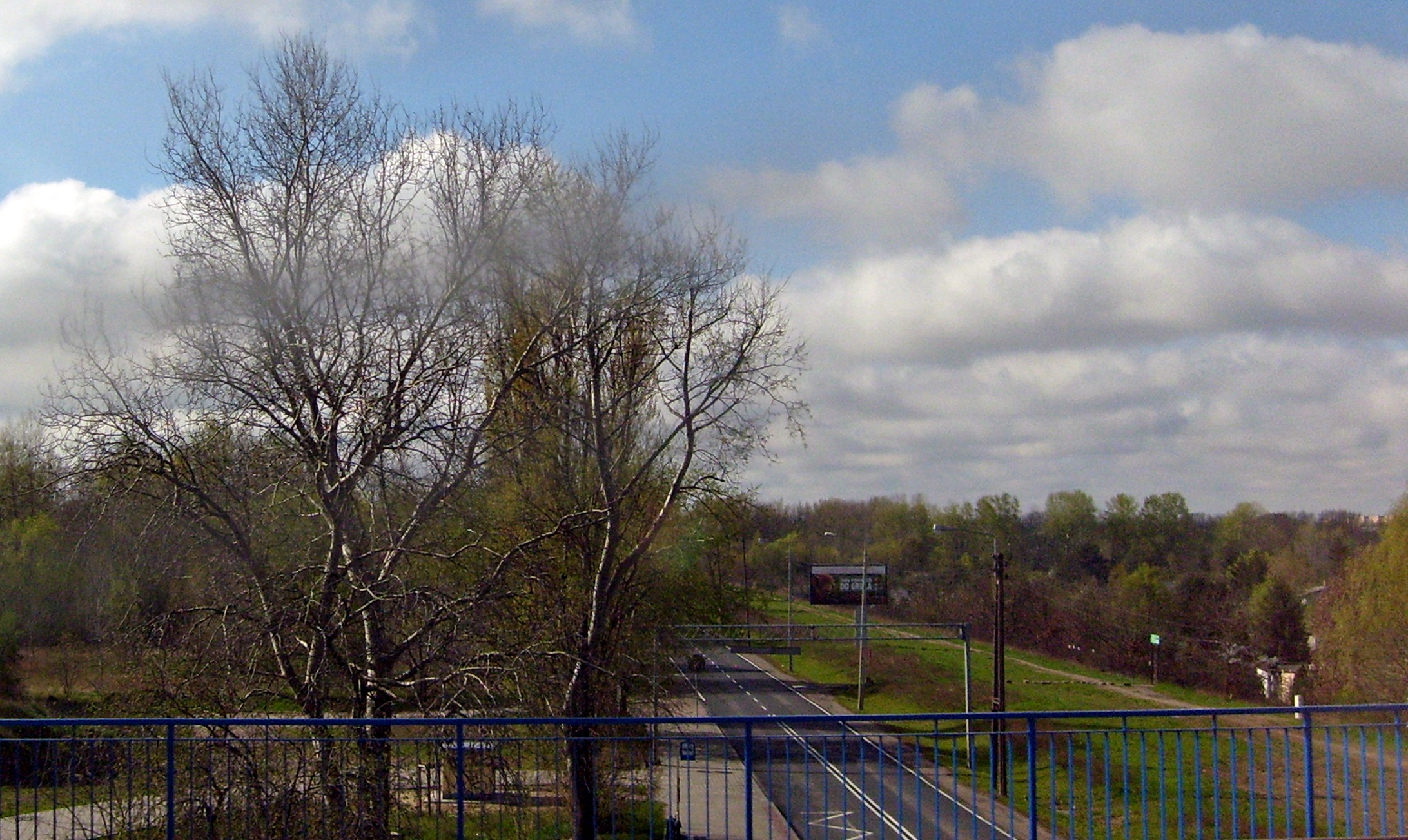
Droga Dębińska z persperktywy Wiaduktu Hetmańskiego (2014)
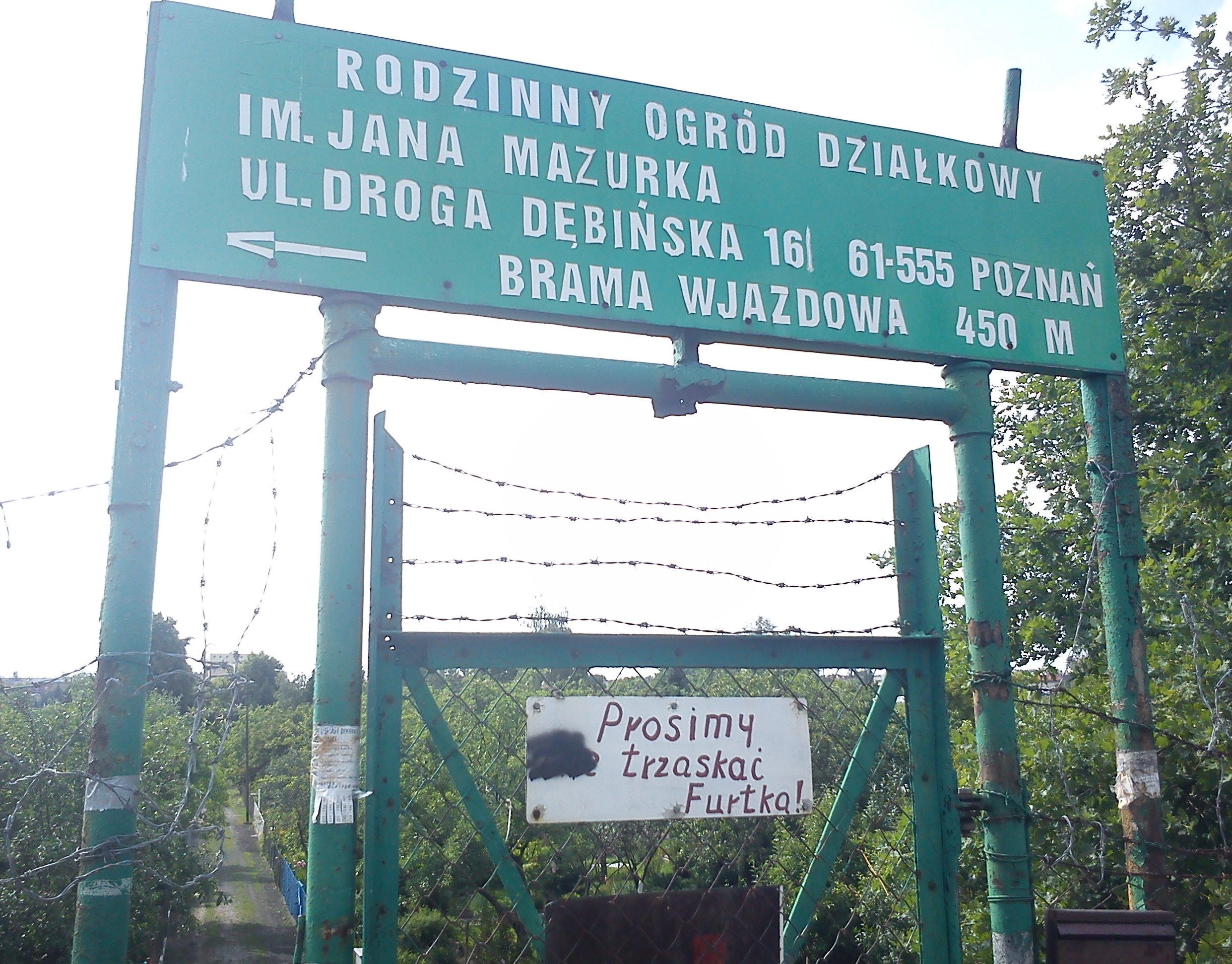
Rodzinny Ogród Działkowy im. Jana Mazurka, Droga Dębińska 16 (2012)